# ناحیه ورنن، شهرستان دوج، مینه‌سوتا
ناحیه ورنن، شهرستان دوج، مینه‌سوتا (به انگلیسی: Vernon Township, Dodge County, Minnesota) یک سکونتگاه مسکونی در ایالات متحده آمریکا است که در شهرستان دوج، مینه‌سوتا واقع شده‌است.

## خصوصیات
ناحیه ورنن ۹۳٫۸ کیلومترمربع مساحت و ۵۶۷ نفر جمعیت دارد و ۳۸۵ متر بالاتر از سطح دریا واقع شده‌است.